# Dungeon
Pour le jeu vidéo, voir Dungeon (jeu vidéo).
Dungeon Adventures, le plus souvent appelé Dungeon, est un magazine visant des lecteurs intéressés par les jeux de rôle, et plus particulièrement par le jeu pionnier en la matière Donjons et Dragons. À l'origine, il est publié par TSR, Inc. en 1986, comme un magazine bimensuel. TSR est racheté par Wizards of the Coast en 1997, et continue la publication. En 2002, la licence est concédée à Paizo Publishing. Le magazine devient mensuel en 2003, puis cesse d'être publié en support papier en septembre 2007 ; le dernier numéro papier est le n°150. La publication est reprise par Wizards of the Coast avec une version numérique. La diffusion du magazine cesse définitivement en décembre 2013 avec le numéro 221.

## Récompenses
- 1991: Origins Award pour le Best Professional Adventure Gaming Magazine of 1990
- 2002: ENnie Award pour le Best Aid or Accessory

### Nominations
- 2006: Origins Awards pour le Best Nonfiction Publication et le Best Roleplaying Game Supplement (Shackled City hardcover).